# Lymfangitis
Lymfangitis is een ontsteking van lymfevaten, meestal bij infectie en ontsteking van huidwonden. Zichtbaar als rode streeptekeningen in de huid. Veel voorkomende veroorzakers van lymfangitis bij de mens zijn Streptococcus pyogenes en stafylokokken.
Lymfangitis moet soms behandeld worden met antibiotica aangezien ernstig verlopende lymfangitis sepsis (ook wel "bloedvergiftiging" genoemd) tot gevolg kan hebben. Daarnaast is het goed schoonmaken en -houden van de wond van belang.